# Грица Софія Йосипівна
Софія Йосипівна Грица (5 грудня 1932, Львів — 5 березня 2022) — українська фольклористка, музикознавиця, етномузикологиня, етнокультурологиня, славістка, доктор мистецтвознавства (1982), професор (1993), провідна наукова співробітниця Інституту мистецтвознавства, фольклористики та етнології імені М. Т. Рильського НАН України (1981—2016), Член-кореспондентка Національної академії мистецтв України (2009).

## Життєпис
Софія Грица народилася 5 грудня 1932 р. у Львові в родині інженера. Батько Йосип Григорович закінчив реальну гімназію та політехнічний інститут. Мама, Ольга Михайлівна, мала освіту секретарки-друкарки та стегографки. Софія закінчила Львівську школу-десятирічку, Львівську консерваторію імені М. Лисенка за спеціальністю «Історія та теорія музики» (клас професора Людкевича, 1954), аспірантуру при Київській консерваторії (кл. П. Козицького). Від 1957 працювала в ІМФЕ, з 1986 — провідна наукова співробітниця.

## Професійна діяльність
Авторка численних праць з теорії та історії словесно-музичного і музичного фольклору, фольклористики та музикознавства. 
Розробила теорію пісенної / фольклорної парадигми як сукупності варіантів одного пісенного зразка, що утворилися внаслідок його трансформацій у процесі просторово-часового руху під впливом модусів мислення середовищ; визначила рівні їх ідентифікації за семантикою і структурою; простежила динамічні модифікації фольклору в автохтонних, міграційних та іміграційних середовищах; першою здійснила соціологічні дослідження фольклору в т. зв. «інтегрованих» середовищах. 
Запропонувала метод парадигмального дослідження пісенності, залежної від регіональних модусів мислення, вивчення української епіки як системи («Мелос української народної епіки», 1979). Вивчала проблеми міжетнічних контактів на пограниччях. Ці ідеї наскрізно проходять у значній кількості наступних робіт, зокрема монографіях «Методологические проблемы изучения межэтнических связей в фольклоре» (1987), «Час і простір у фольклорі, його стратифікація в зв'язку з етнографічним регіонуванням України» (1996) тощо.
Софія Грица започаткувала соціологічні дослідження фольклору інтегрованих середовищ, ввівши цей термін в українську фольклористику. 
1975 ініціювала перші у післявоєнні роки 4 соціологічні експедиції на Чорнобильську АЕС (з О. Бріциною), 1977 — на Бурштинську ДРЕС і Новодністровський гідрокомплекс (з В. Новійчук), 1983 — повторно на Чорнобильську АЕС (з М. Хаєм). 
Започаткувала анкетне опитування для з'ясування місця фольклору в контексті культурних інтересів робітничого середовища новобудов; провела експеримент, дослідження для виявлення «модусів мислення» представників різних локальних осередків; динаміки фольклору на міжетнічних пограниччях та у процесі демограф, міграцій. Брала участь у VI, VII, IX, X–XII Міжн. з'їздів славістів.
В 1979–1993 вела активну популяризаторську роботу на радіо у циклах «З народних джерел», «Золоті ключі», «Дзвонкова криниця», на ТБ «Перлини душі народної» тощо, здійснивши понад 300 радіо і телепередач, що мали значний вплив на відродження автентичного фольклору в Україні та активізацію фольклористичної роботи. В 1987 організувала концерт автентичних фольклорних колективів у Москві. Одна з організаторів II Всесоюзного фольклорного фестивалю в Києві 1990.

## Наукова робота
У здобутку 400 наукових праць, серед яких «Фольклор у просторі та часі», «Трансмісія фольклорної традиції», «Українська фольклористика ХІХ – поч. ХХ ст. і музичний фольклор»; статей до «Історії української музики», «Українці». 
Керівниця проєкту тому «Українські народні думи», проаналізувала у вступній статті співвідношення слова, музики і виконавства, біблійні елементи в думах, класичне і сучасне їх виконання. 
Авторка монографій «Ф.М. Колесса» (1962), «Мелос української народної епіки» (1979), «Леся Дичко в житті і творчості» (2012) та ін. 
Виступала на міжнародних з’їздах славістів з доповідями «Думи — видатне надбання української культури» (Бидгощ, 1969), «Функція словесного і музичного фольклору в умовах міжетнічних фольклорних контактів» (Софія, 1988), «Фольклор українців у між- і внутріконтинентальних міграціях» (Братислава, 1993), «Фольклористична праця з українсько-білоруського Полісся Ф. Колесси і К. Мошинського» (Краків, 1998), «Сюжетні і структурно-типологічні паралелі в українській, білоруській та польській баладі» (Мінськ, 2013). 
Досліджуючи протягом багатьох років наукову спадщину Ф. Колесси, підготувала 3 томи наукових праць вченого (1969, 1970, 1995). У співавторстві упорядкувала т. 9 «Народні пісні в записах Лесі Українки та з її співу» (1977) 12-томного видання Л. Українки; томи «Співанки-хроніки» (1972), «Наймитські та заробітчанські пісні» (1975). Видала збірку українських народних пісень про еміграцію «Будь здрава, землице» (1991). Добре знана як ведуча радіоконкурсу «Золоті ключі».

## Нагороди
- 1991 — Лауреатка радянської Премії імені Б. Асаф'єва
- 1999 — Лауреатка премії імені М. Лисенка
- 1999 — премія імені Ф. Колесси
- 2012 — нагороджена Золотою медаллю АМУ.